# Сварц, Улоф
Петер Улоф Сварц (швед. Peter Olof Swartz, 1760—1818) — шведский ботаник.
Петер Улоф Сварц родился в Норрчёпинге в 1760 году. С 1778 года учился в Уппсальском университете. В 1785 году получил степень доктора медицины.
В 1783—1787 гг. совершил путешествие на Карибские острова и собрал до 800 новых растений на островах Ямайка и Гаити. По итогам этой поездки он опубликовал сочинения «Nova Genera et Species Plantarum seu Prodromus» (1788), «Observationes botanicae» (1791) и «Flora Indiae occidentalis» (1797—1806).
И. Х. Шребер назвал в честь Сварца род растений Swartzia из семейства бобовых.
С 1806 года Сварц занимал пост хранителя коллекции, а с 1811 года — секретаря Шведской королевской академии наук.
Умер в Стокгольме в 1818 году.

## Избранные сочинения[3]
- Nova genera et species plantarum (1788);
- Observationes botanicae, quibus plantae Indiae occidentalis illustrantur (1891, с 11 табл.);
- Icones plantarum (1794)
- Flora Indiae occidentalis (1797—1806, 3 тома, с 29 табл.);
- Dispositio systematica muscorum frondosorum Sueciae (1799, с 9 табл.);
- Synopsis Filicum (1806, с 5 табл.);
- Lichenes araericani (1811, с 18 табл.);
- Summa vegetabilium Scandinaviae (1814).